# پیلینو کی می‌کنه؟
پیلینو کی می‌کنه؟ (به انگلیسی: Who's Nailin' Paylin?) فیلم پورنویی است که به هجو و تمسخر سارا پیلین، سیاست‌مدار آمریکایی و فرماندار سابق ایالت آلاسکا می‌پردازد.
نام فیلم به‌طور عمدی و با توجه به قسمتی از فیلمنامه انتخاب شده‌است. این فیلم که در سال ۲۰۰۸ توسط کمپانی هاستلر ویدیو ساخته شد، توسط جرومی تانر کارگردانی شده‌است نقش سارا پیلین دراین فیلم را «لیزا آن» ایفا می‌کند. در این فیلم افراد مشهور دیگری چون هیلاری کلینتون و کاندولیزا رایس نیز به تمسخر گرفته می‌شوند.

## نقد
جان پترسون، منتقد فیلم از روزنامه گاردین با انتقاد از این فیلم، فیلمنامه را بدون محتوا دانسته و ساخت این فیلم را یک اقدام سیاسی دانسته است.